# Борис Вазов
Борис Минчов Вазов е български журналист, политик, юрист, дипломат, офицер и общественик.

## Биография
Роден е на 4 юли 1873 г. в Сопот. Той е най-малкият от братята Вазови – брат е на писателя Иван Вазов и военните дейци Георги Вазов, Владимир Вазов, лекаря Кирил Вазов и Никола Вазов. Учи в родния си град, а след това в Стара Загора и Пловдив. Завършва Военното училище в София. В продължение на шест години служи в артилерията, след което, по собствено желание напуска офицерската служба. През 1904 г. защитава докторат по право в Париж. След завръщането си в България работи като адвокат. Народен представител е в шест народни събрания. От 1927 до 1932 г. е пълномощен министър в Прага. Два пъти е подпредседател на Народното събрание. През 1925 година Вазов е сред ранените в организирания от комунистите атентат в църквата „Света Неделя“.
Сътрудничи на вестниците „Ден“, „Мир“, „Балканска трибуна“, „Трибуна“, „Адвокатски преглед“, „Слово“, „Вечер“, „Днес“ и списание „Слънце“. Използва псевдонимите „Сеяч“ и „Д-р Сеяч“. Автор е на книгата „Съразмерно избиране“ (1907).
Участва в Балканската, Междусъюзническата и Първата световна война. За проявена храброст по време на боевете е награден с орден „За храброст“ и произведен в чин капитан.
През 1917 г. е един от най-дейните радетели за създаване на Съюза на българските учени, писатели и художници.
Председател е на Софийския адвокатски съвет, дружество „Славянска беседа“ и на туристическо дружество „Алеко“, членува в Съюза на българските учени, писатели и художници, в дружество „Юнак“.
В края на декември 1944 г. е изключен от Дружеството на журналистите, а пенсията му е отнета. Пише спомени за братята му Иван, Георги и Владимир. Той използва всяка възможност да популяризира творчеството на народния поет, въпреки че след 1950 г. авторските права над произведенията на Иван Вазов преминават към Съюза на българските писатели. През 1954 г. получава частична реабилитация, когато Съюзът на българските журналисти му отпуска малка пенсия. Умира на 13 май 1957 г.
Личният му архив се съхранява във фонд 2087К в Централния държавен архив.
Съпругата му Елисавета Консулова-Вазова и дъщеря му Бинка Вазова са известни български художнички.

## Памет
На Борис Вазов е наречена улица в квартал „Люлин“ в София (Карта).